# Stigmella cocciferae
Stigmella cocciferae là một loài bướm đêm thuộc họ Nepticulidae. Nó được tìm thấy ở from Hy Lạp to Thổ Nhĩ Kỳ và Israel.
Sải cánh dài 4.9–7 mm. Con trưởng thành bay từ tháng 4 đến tháng 7 và again từ tháng 9 đến tháng 10.
Ấu trùng ăn Quercus coccifera. Chúng ăn lá nơi chúng làm tổ. 